# Mohammed Boutaleb
 (avril 2022).
Pour les articles homonymes, voir Boutaleb.
Mohammed Boutaleb, né en 1951 à Tahala (Taza), est un homme politique marocain qui a notamment été ministre de l'Énergie et des Mines.

## Vie familiale
Boutaleb est marié et père de trois enfants.

## Fonctions
- Professeur de l'enseignement supérieur à l'École Nationale de l'Industrie Minérale (ENIM), Mohammed Boutaleb avait auparavant assuré les fonctions de directeur de cabinet au sein de la direction générale ONAREP / BRPM à partir d'août 2000 jusqu'à mars 2002 et les fonctions de directeur de la géologie par intérim auprès du ministère de l'énergie et des mines entre 1997 et 2000. Il a également occupé les postes de directeur - adjoint de la géologie en 1997 auprès du même département.

- Il a été directeur du projet « plan national de cartographie géologique » (PNCG) entre 1996 et 2000. Il a aussi assuré la fonction de chef du département des sciences de la terre à l'ENIM de 1992 à 1995.

- Ingénieur géologue de formation et titulaire d'un doctorat d'État en géochimie, il a à son actif plusieurs publications et communications.

- Il était ministre marocain de l'énergie et des mines sous le Gouvernement Driss Jettou.

## Source
- Site du premier ministre